# Campeonato de España de Rally de Tierra
El Campeonato de España de Rallyes de Tierra, también conocido como CERT (por sus iniciales) fue un campeonato de rally disputado anualmente en España desde 1983 hasta 2020 y organizado por la Real Federación Española de Automovilismo. Se disputó a diferencia del certamen sobre asfalto, en tramos exclusivamente de tierra. Nació de la mano del RACE que organizó también casi todas las pruebas incluidas en el calendario y en el que fue habitual encontrar dos carreras en un fin de semana para una misma prueba.
Cada temporada se disputaron el campeonato de pilotos, el campeonato de marcas, el campeonato de copilotos así como diferentes copas y trofeos de promoción y las distintas categorías de automóviles admitidas. La reglamentación de este certamen se caracteriza por ser abierta lo que ha permitido la participación de vehículos prototipo y categorías que han perdido la homologación, caso del grupo B, que no pueden participar en otros campeonatos. En algunas ediciones el CERT ha compartido fechas con el Campeonato de España de Rallyes Todo Terreno.
En el certamen han triunfado pilotos como Antonio Zanini, Juan Carlos Oñoro, Txus Jaio, Pedro Diego, Xavi Pons o Alex Villanueva y en muchas ocasiones ha atraído a pilotos extranjeros como los uruguayos Gustavo Trelles y Gabriel Méndez o el mexicano Benito Guerra. Los vehículos con tracción a las cuatro ruedas han sido los dominadores de la disciplina principalmente las marcas Mitsubishi y Lancia.
En 2020 vivió su última temporada, a partir de 2021 la mayoría de las pruebas pasaron a formar parte del Súper Campeonato de España de Rally o de la Copa de España de Rallyes de Tierra.

## Historia
La primera edición se celebró en 1983, organizada por la RACE que inicialmente se llamó I Copa RACE de Ralis de Tierra inmediatamente reconvertido al Campeonato de España de Rallies de Tierra.
En el certamen han triunfado pilotos que compiten habitualmente en el campeonato sobre asfalto, como Antonio Zanini, que venció en la segunda edición cuando ya había ganado el de asfalto en ocho ocasiones, José María Bardolet, también ganador de ambos campeonatos, o más recientemente Xavi Pons en 2008, piloto habitual en rallyes de asfalto. También han tenido éxito pilotos de fuera de España, como los uruguayos Gustavo Trelles que ganó en cuatro ocasiones y Gabriel Méndez ganador en 1995 o el mexicano Benito Guerra ganador en 2010.

## Pruebas

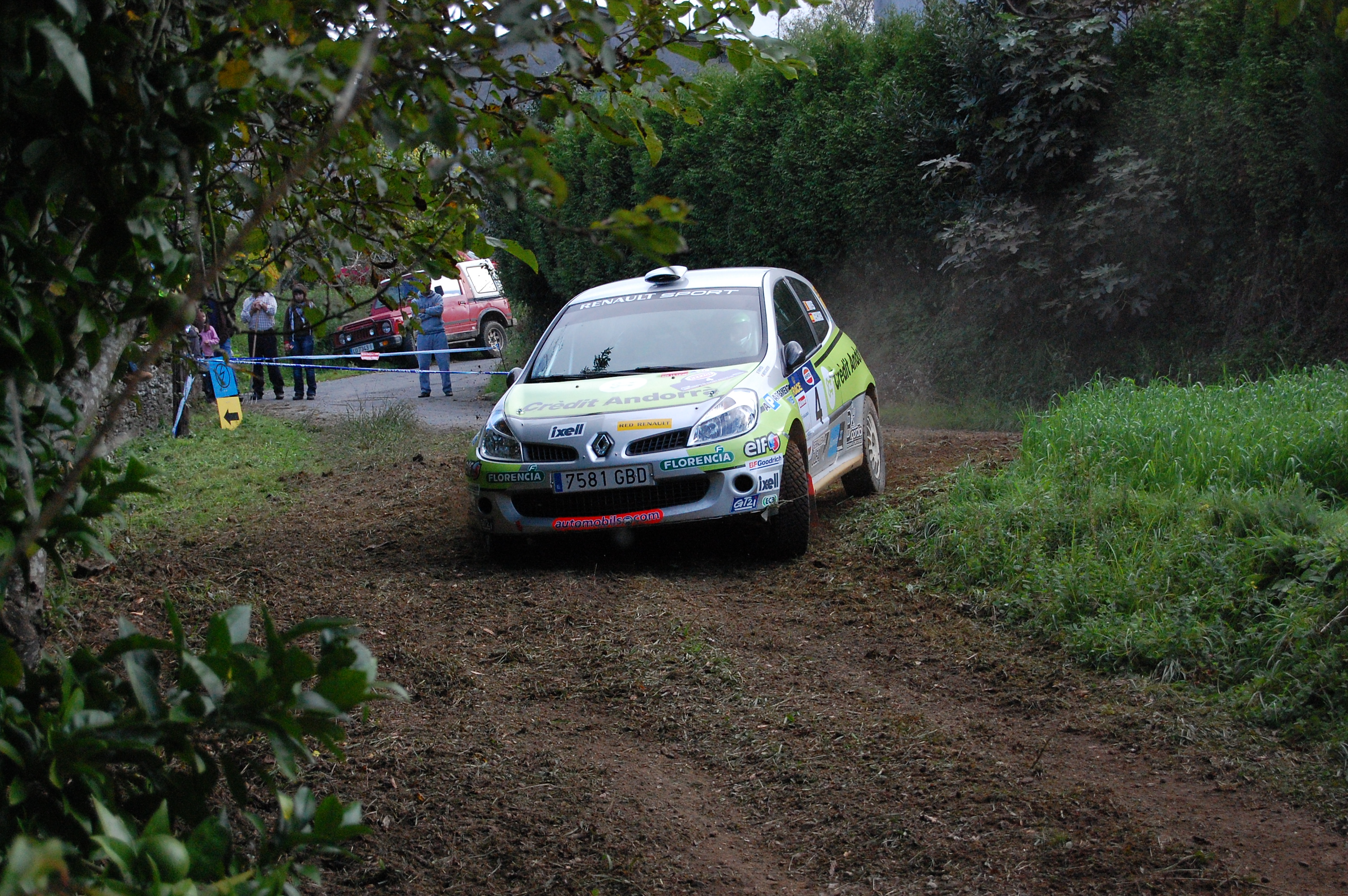
El piloto andorrano Joan Vinyes en el Rally de Cabanas de 2008.

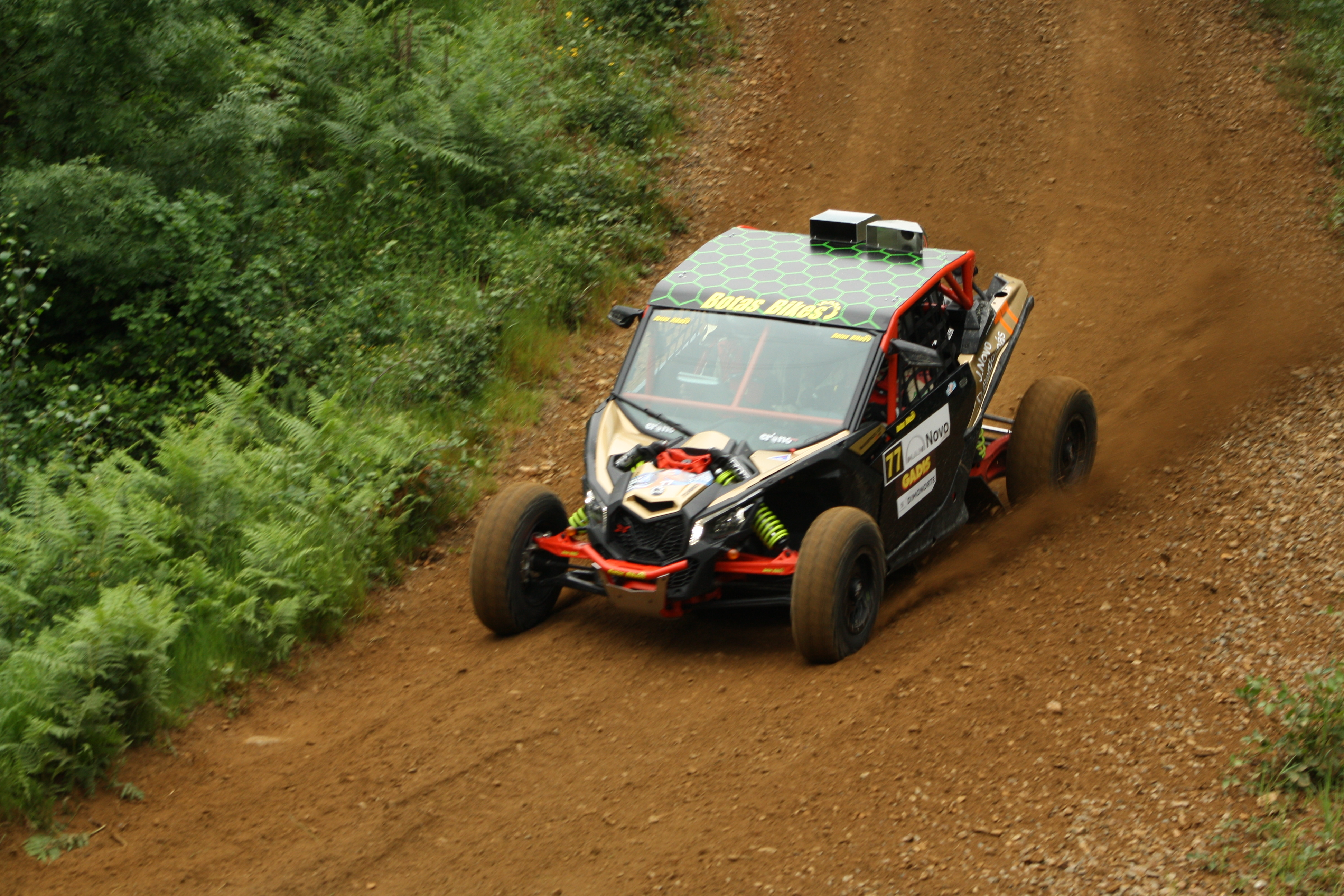
En el CERT era habitual encontrar vehículos como los cuatriciclos. En la imagen un Bombardier Maverick.

- Rally RACE-Zaragoza/Rally de Zaragoza (1983, 1994-1996, 1999-2001)
- Rally de Tierra de Madrid (1984-1993, 1995, 2002-2005, 2007-2008, 2018, 2020)
- Rally RACE Sevilla/Rally Kärcher Salón de Sevilla/Rally Salón del Automóvil de Sevilla (1984, 1996-1998)
- Rally de Tierra de Lugo (1984-1987, 1989-1993)
- Rally RACE Catalunya/Rally Terra de Catalunya/Rally de Tierra de Cataluña (1984-1985, 1995)
- Rally RACE Cantabria/Rally de Tierra de Santander-Cantabria/Rally de Tierra de Cantabria (1986-1987, 1992, 2002-2004)
- Rally RACE Granada/Rally Ciudad de Granada (1986-1987, 2004, 2006, 2018-2019)
- Rally RACE Balaguer/Rally de Balaguer/Rally de Tierra de Balaguer (1987-1988, 1990-1991)
- Rally de Tierra de Lloret de Mar/Rallye Camel - Lloret de Mar (1988-1989)
- Rally RACE Cósta Cálida/Rally de Tierra de Costa Cálida-Lorca (1988-1989, 1991)
- Rally RACE-La Rioja/Rally de Tierra de La Rioja (1988, 1994, 2002, 2010)
- Rally RACE Avilés (1988-1989)
- Rally de Toledo (1988-1989)
- Rally de Córdoba/Rally de Tierra de Córdoba (1989, 1991-1992)
- Rally de Vigo/Rally de Tierra de Vigo/Rally Salón del Automóvil de Vigo (1990-1991, 1994, 1997-1998, 2001)
- Rally Ciudad de Cuenca (1994-1997)
- Rally Artesa de Segre (1997-2000)
- Rally de Requena (1998-2000)
- Rally BBK de Gernika-I Gernika de Tierra (1998-2001)
- Rally Palma del Río/Rally Ciudad de Palma del Río (2002-2003, 2005, 2007, 2009, 2011)
- Rally de A Gudiña-Ourense/Rally de Tierra de Orense (2005-2007)[4]
- Rally de Guijuelo (2006-2010)
- Rally de Tierra de Cabanas (2007-2010)
- Rally de Tierra de Lanzarote (2007-2009)
- Rally Ciudad de Pozoblanco (2008, 2010, 2016-2019)
- Baja España  (2011-2012)[5]
- Baja Andalucía (2011-2012)[5]
- Rally de Tierra Tierras del Cid (2012)
- Rally de Tierra del Bierzo (2013-2017)
- Rallye de Tierra Riolobos (2013-2014)
- Rally Terra da Auga (2014-2020)
- Rally de Tierra Norte de Extremadura (2015-2017)
- Critérium de Málaga - Rallye de Tierra (2015-2016)
- Rally Tierras Altas de Lorca (2012-2020)
- Rally Isla de Los Volcanes (2018-2019)
- Rally Ciudad de Cervera (2011, 2014-2018)
- Rally de Tierra Circuito de Navarra (2015-2019)
- Rally de Tierra Ciudad de Astorga (2019)

## Palmarés

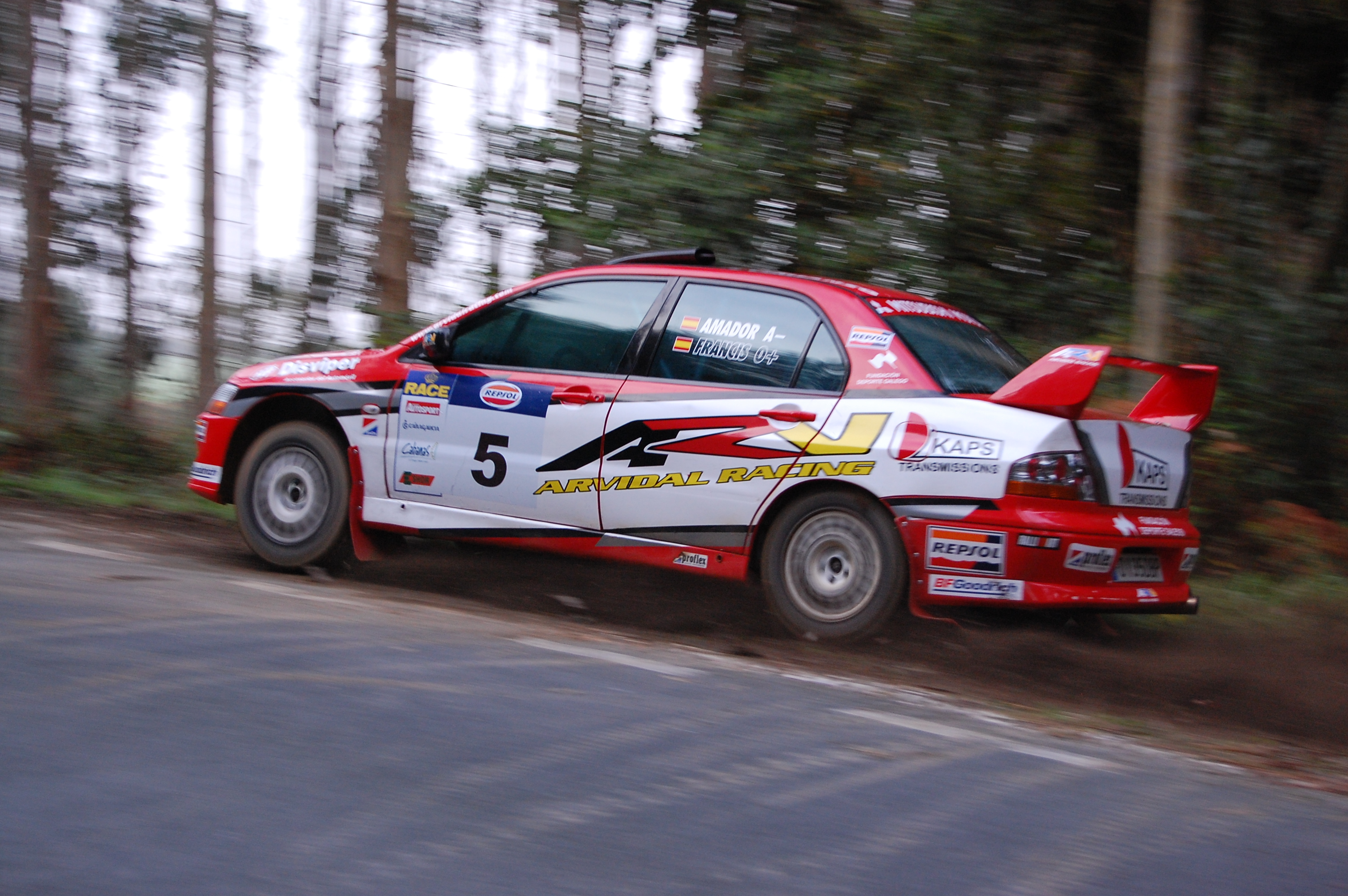
Amador Vidal, campeón en 2014 y 2015, durante un rally en 2008.

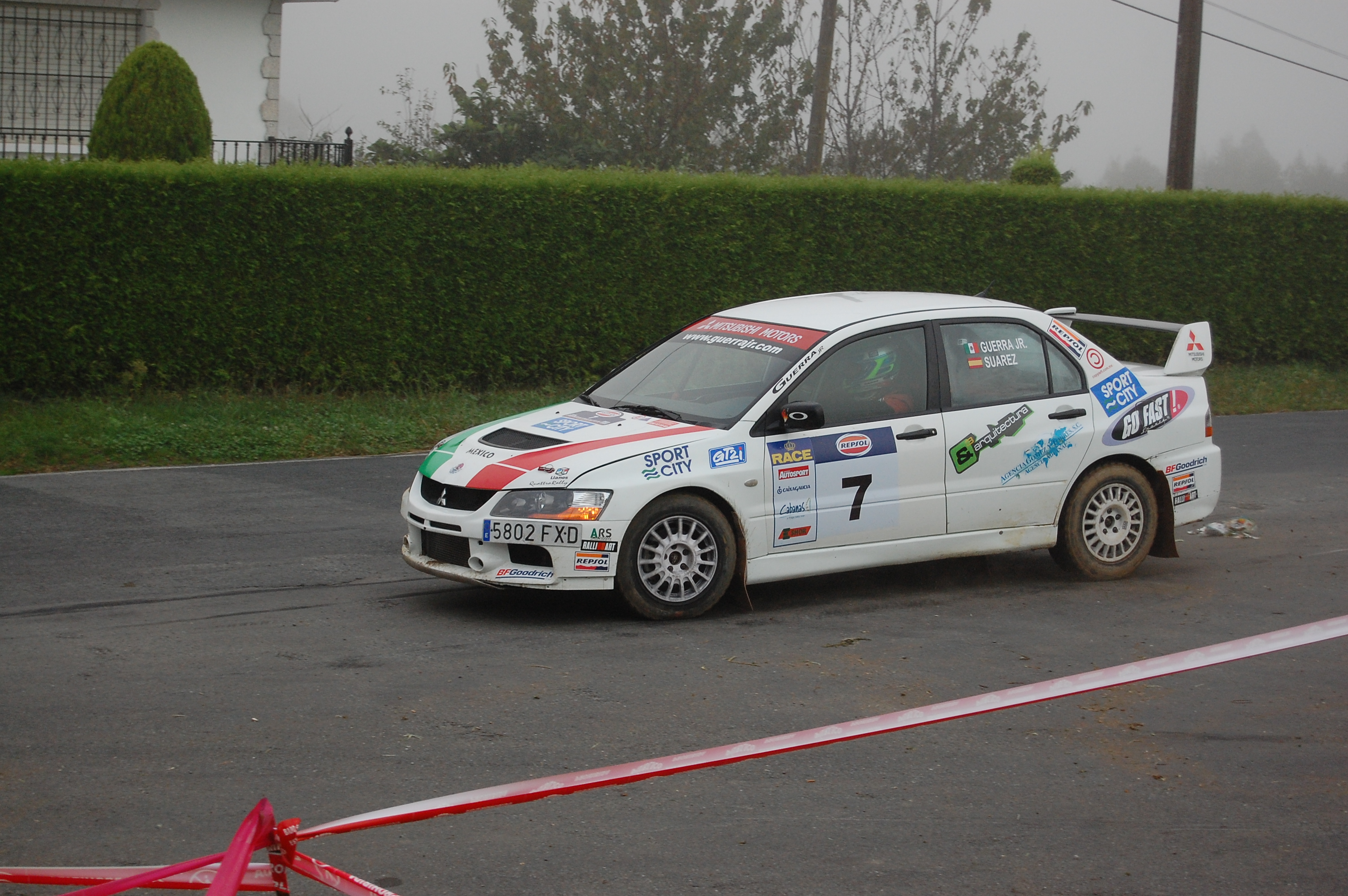
El mexicano Benito Guerra en 2008, ganador del certamen en 2010.

### Campeonato de pilotos
| Año                                                | Piloto                                    | Copiloto                                  | Automóvil                                 |
| Campeonato de España de Rallyes de Tierra          | Campeonato de España de Rallyes de Tierra | Campeonato de España de Rallyes de Tierra | Campeonato de España de Rallyes de Tierra |
| -------------------------------------------------- | ----------------------------------------- | ----------------------------------------- | ----------------------------------------- |
| 1983                                               | Ricardo Muñoz                             | Carlos Hernández                          | Citroën Visa Trophée                      |
| 1984                                               | Antonio Zanini                            | Josep Autet                               | Talbot Samba Proto                        |
| 1985                                               | Guillermo Barreras                        | Ramón Mínguez                             | Renault 5 Turbo                           |
| 1986                                               | Juan Carlos Oñoro                         | Juanjo Lacalle                            | Opel Manta 400                            |
| 1987                                               | Juan Carlos Oñoro                         | Manuel Ortiz-Tallo                        | Lancia Delta S4                           |
| 1988                                               | Gustavo Trelles                           | Manuel Ortiz-Tallo                        | Lancia Delta S4                           |
| 1989                                               | Gustavo Trelles                           | Arturo Fdez. De la Puente                 | Lancia Delta S4                           |
| Campeonato de España de Rallyes Secretos en Tierra |                                           |                                           |                                           |
| 1990                                               | Gustavo Trelles                           | Arturo Fdez. De la Puente                 | Lancia Delta S4                           |
| 1991                                               | José María Bardolet                       | Antonio Rodríguez                         | Ford Sierra RS Cosworth                   |
| 1992                                               | Gustavo Trelles                           | Jorge del Buono                           | Lancia Delta HF Integrale                 |
| Campeonato de España de Rallyes de Tierra          |                                           |                                           |                                           |
| 1993                                               | Enric Burrull                             | Miquel Escamilla                          | Citroën AX 4x4                            |
| 1994                                               | Claudio Aldecoa                           | Juan Breda                                | Ford Sierra RS Cosworth                   |
| 1995                                               | Gabriel Méndez                            | Felipe Mercader                           | Lancia Delta HF Integrale                 |
| 1996                                               | Pedro Diego                               | Marc Martí                                | Lancia Delta HF Integrale                 |
| 1997                                               | Pedro Diego                               | Tomás Aguado                              | Subaru Impreza 555                        |
| 1998                                               | Pedro Diego                               | Tomás Aguado                              | Toyota Celica 4WD                         |
| 1999                                               | Pedro Diego                               | Tomás Aguado                              | Ford Escort WRC                           |
| 2000                                               | Carles Solé                               | Alberto Sanchis                           | Mitsubishi Lancer Evo VI                  |
| 2001                                               | Marc Blázquez                             | Jordi Mercader                            | Seat Córdoba WRC                          |
| 2002                                               | Txus Jaio                                 | Lucas Cruz                                | Ford Focus WRC                            |
| 2003                                               | Txus Jaio                                 | Lucas Cruz                                | Ford Focus WRC                            |
| 2004                                               | Flavio Alonso                             | Víctor Pérez                              | Seat Ibiza 4x4                            |
| 2005                                               | Samuel Lemes                              | Jonathan Lemes                            | Mitsubishi Lancer evo VIII                |
| 2006                                               | Alex Villanueva                           | Arielle Tramont                           | Mitsubishi Lancer Evo VIII                |
| 2007                                               | Dani Solà                                 | Óscar Sánchez                             | Mitsubishi Lancer Evo IX                  |
| 2008                                               | Xavi Pons                                 | Carlos del Barrio                         | Mitsubishi Lancer Evo IX                  |
| 2009                                               | Yeray Lemes                               | Samuel Vega                               | Mitsubishi Lancer Evo IX                  |
| 2010                                               | Benito Guerra                             | Dani Cué                                  | Mitsubishi Lancer Evo X                   |
| 2011                                               | Oscar Fuertes                             | Dani Cué                                  | Mitsubishi Lancer Evo X                   |
| 2012                                               | Xavi Pons                                 | Xavi Amigo                                | Mitsubishi Lancer Evo X                   |
| 2013                                               | Xavi Pons                                 | Xavi Amigo                                | Mitsubishi Lancer Evo X                   |
| 2014                                               | Amador Vidal                              | Francisco Lema                            | Volkswagen Polo N1                        |
| 2015                                               | Amador Vidal                              | Francisco Lema                            | Volkswagen Polo N1                        |
| 2016                                               | Alex Villanueva                           | Óscar Sánchez                             | Citroën DS3 R5                            |
| 2017                                               | José Antonio Suárez                       | Cándido Carrera                           | Peugeot 208 N5                            |
| 2018                                               | Xavi Pons                                 | Rodrigo Sanjuan                           | Peugeot 208 T16 Škoda Fabia R5            |
| 2019                                               | Xavi Pons                                 | Rodrigo Sanjuan                           | Škoda Fabia R5 Ford Fiesta R5             |
| 2020                                               | Nil Solans                                | Marc Martí Claudi Ribeiro                 | Škoda Fabia R5                            |